# Коу, Джонатан
Джонатан Коу (англ. Jonathan Coe) — британский писатель, получивший широкую известность благодаря роману «Какое надувательство!» (1994).

## Биография
Коу учился в бирмингемской школе Короля Эдварда (англ. King Edward's School), после которой закончил Тринити колледж Кембриджского университета. Защитил докторскую диссертацию (PhD) по английской литературе. Преподавал в Уорикском университете.
В июле 2006 года прочитал почётную лекцию в Университете Бирмингема.
Женат на Джанин МакКаун (1989), у них есть две дочери, родившиеся в 1997 и 2000 годах.
Коу разделяет атеистические убеждения.

## Творчество
В произведениях Джонатана Коу прослеживается политическая сатира в отношении происходивших в Великобритании второй половины XX века событий. Так, в романе «Какое надувательство!» (1994) на базе полувековой истории одного из могущественных семейств Великобритании — семейства Уиншоу — показываются взаимосвязи британского истэблишмента и в карикатурно-драматическом ключе представляются результаты деятельности право-консервативного правительства Маргарет Тэтчер в 1980-е годы.

### Художественные произведения
- The Accidental Woman. — Duckworth, 1987.

русск.пер.: Случайная женщина / пер. с англ. Елены Полецкой. — М.: Фантом Пресс, 2003. — 256 с — ISBN 5-86471-316-3.
- A Touch of Love. — Duckworth, 1989.

русск.пер.: Прикосновение к любви / пер. с англ. Игоря Алюкова. — М.: Фантом Пресс, 2004. — 288 с — ISBN 5-86471-352-X.
- The Dwarves of Death. — Fourth Estate, 1990.
- What a Carve Up!. — Viking, 1994.

русск.пер.: Какое надувательство! / пер. с англ. Максима Немцова. — М.: Фантом Пресс, 2003. — 640 с — ISBN 5-86471-327-9.
- The House of Sleep. — Viking, 1997.

русск.пер.: Дом сна. — М.: Фантом Пресс, 2003. — 416 с — ISBN 5-86471-311-2.
- The Rotters' Club. — Viking, 2001.

русск.пер.: Клуб ракалий / пер. с англ. Сергея Ильина. — М.: Фантом Пресс, 2008. — 640 с — ISBN 5-86471-407-0.
- The Closed Circle. — Viking, 2004.

русск.пер.: Круг замкнулся / пер. с англ. Елены Полецкой. — М.: Фантом Пресс, 2009. — 640 с — ISBN 978-5-86471-460-7.
- 9th and 13th. — Penguin, 2005.
- The Rain Before It Falls. — Viking, 2007.

русск.пер.: Пока не выпал дождь / пер. с англ. Елены Полецкой. — М.: Фантом Пресс, 2008. — 320 с — ISBN 978-5-86471-440-9.
- The terrible privacy of Maxwell Sim — Viking, 2010.

русск.пер.: Невероятная частная жизнь Максвелла Сима / пер. с англ. Елены Полецкой. — М.: Фантом-Пресс, 2010. — 512 с — ISBN 978-5-86471-525-3
- Expo 58 — Viking, 2013.

русск.пер.: Экспо-58 / пер. с англ. Светланы Чулковой. — М.: Эксмо, 2014. — 352 с — ISBN 978-5-699-70813-0
- Number 11 — Viking, 2015.

русск.пер.: Номер 11 / пер. с англ. Елены Полецкой. — М.: Фантом-Пресс, 2016.
- Middle England — Viking, 2018.

русск.пер.: Срединная Англия / пер. с англ. Ш. Мартыновой. — М.: Фантом-Пресс, 2019. — 608 с — ISBN 978-5-86471-808-7
- Mr Wilder and Me — Viking, 2020.

- Bournville — Viking, 2022.

### Биографии
- Humphrey Bogart: Take It and Like It. — Bloomsbury, 1991.
- James Stewart: Leading Man. — Bloomsbury, 1994.
- Like a Fiery Elephant: The Story of B. S. Johnson. — Picador, 2004.

## Премии и награды
- 1995 — Mail on Sunday/John Llewellyn Rhys Prize — What a Carve Up!
- 1995 — Prix du Meilleur Livre Etranger (France) — What a Carve Up!
- 1997 — Writers' Guild Award (Best Fiction) — The House of Sleep
- 1998 — Prix Médicis Etranger (France) — The House of Sleep
- 2001 — Bollinger Everyman Wodehouse Prize — The Rotters' Club
- 2005 — Samuel Johnson Prize — Like a Fiery Elephant: The Story of B. S. Johnson
- 2006 — International IMPAC Dublin Literary Award — The Closed Circle